# Isola di Patron Fiaso
L'isola di Patron Fiaso  è un'isola del mar Tirreno situata a ridosso della costa nord-orientale della Sardegna, antistante la frazione di Murta Maria.

Appartiene amministrativamente al comune di Olbia.